# Элфин ап Оуэн
Элфин ап Оуэн (валл. Elffin ab Owain; около 534—616) — единственный сын Оуэна Регедского. 
В 597 году умер отец Элфина, и он стал королём. Северный Регед начал стремительно приходить в упадок. Подошедшие вплотную к восточным рубежам королевства англосаксы отбили Катрайт. О правлении Элфина почти ничего не известно. В 616 году он умер. Хотя королём должен был стать кто-то из родных братьев Элфина (Гартвис, Эдвин или Паскен), королём стал его двоюродный брат Ройд ап Рин.